# Hans Lewerenz
Hans Georg Lewerenz (* 21. Mai 1915 in Stargard in Pommern; † 3. Februar 2006 in Kulmbach) war ein deutscher Maler, Graphiker und Bildhauer. 

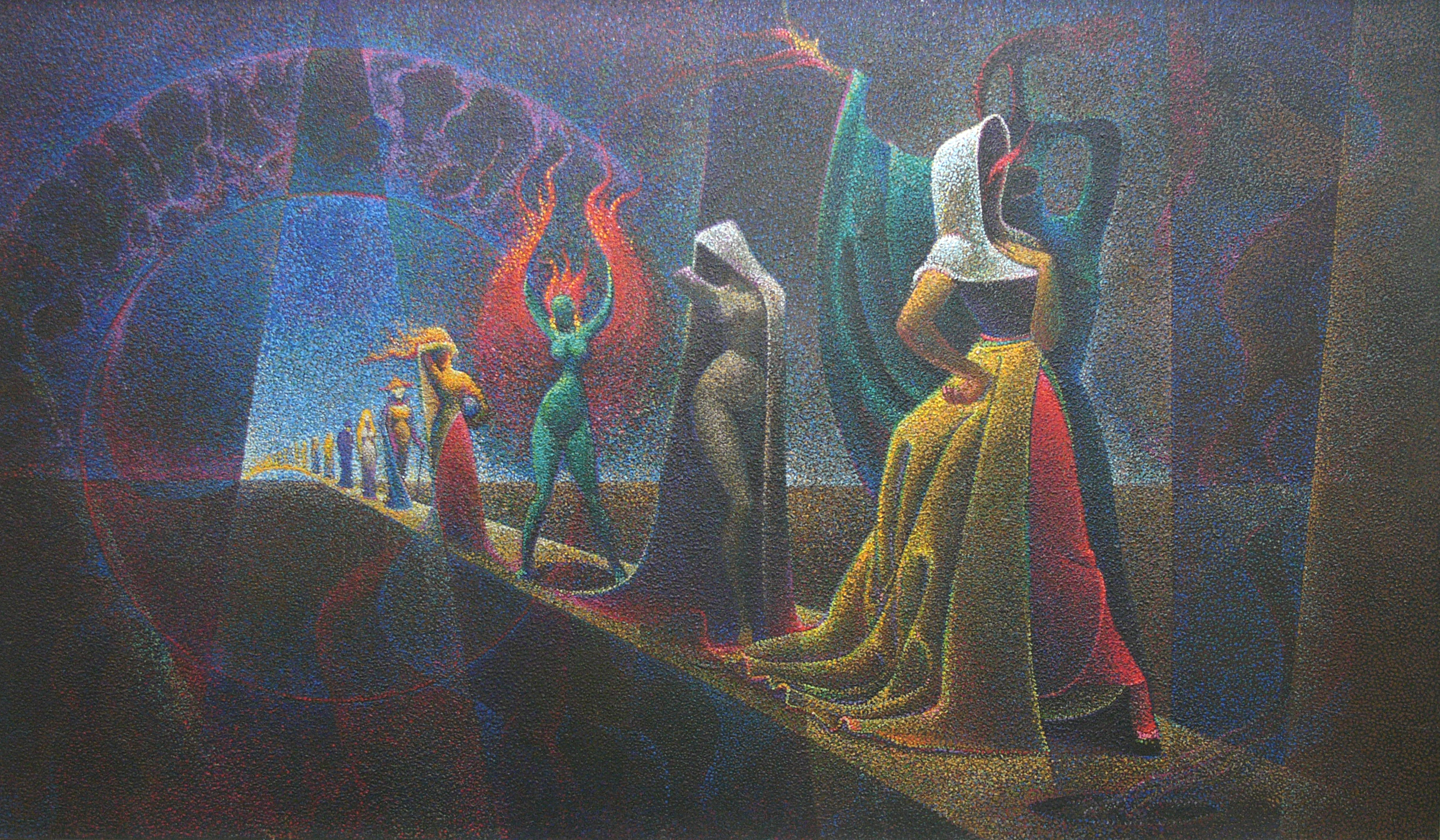
Gemälde Hans Lewerenz: Der Laufsteg 1967; Veröffentlichung mit freundlicher Genehmigung des Eigentümers

## Leben und Werk

### Jugend
Hans Lewerenz wurde als sechstes von sechs Kindern des Büchsen- und Waffenmachermeisters Richard Lewerenz in Stargard in Pommern geboren. Er besuchte dort das Gymnasium Gröningianum und lernte durch den dort als Kunsterzieher tätigen Künstler Hans Schwarzer die Kunsttendenzen der Zeit nach dem Ersten Weltkrieg kennen.

### Berlin 1936 bis 1943
Hans Lewerenz gelang nach einer Empfehlung, unterstützt durch ein Stipendium der Provinz Pommern, die Aufnahme an der Akademie der Künste in Berlin. Er wurde Meisterschüler der Nachfolgeklasse von Karl Hofer bei Paul Plontke und Gerhard Ullrich.

### Zweiter Weltkrieg
Im Zweiten Weltkrieg wurde Hans Lewerenz vom ersten Tag an als Soldat eingesetzt und kämpfte an verschiedenen Fronten. Das ungeheure Ausmaß der erlebten Zerstörung, des NS-Terrors und die Gegenwart des Todes, das Sterben der Freunde, insbesondere in der sowjetischen Kriegsgefangenschaft bis 1947, prägten bis zuletzt sein Empfinden und die daraus erweckten Wunderwelten. Dazu trug auch die Vernichtung der Familie im Krieg durch Vertreibung und Luftangriffe bei. Ein Volltreffer im Haus der Eltern in Stettin löschte neben dem familiären Vermächtnis auch den Großteil der bis dahin geschaffenen Werke aus. Der Einsatz der Atombombe wurde später wiederholt thematisiert.

### Kulmbach 1947 bis 1960
Nach Krieg und Gefangenschaft gelang es Hans Lewerenz, den Kontakt zu Freunden aus der Berliner Zeit herzustellen. Der Architekt Fritz Kerling, ein Mitarbeiter von Heinrich Presse und lebenslanger Freund des Künstlers, holte ihn in den Nachkriegswirren in die fränkische Stadt Kulmbach. 
Auch die Freundschaft zu dem Architekten Josef Lorenz, dem Erbauer der St.-Kunigund-Kirche in Bamberg, und dem Bauhauskünstler Egon Engelien setzten die vor dem Krieg begonnene Auseinandersetzung mit den Kunsttendenzen der 1920er Jahre intensiv fort. Allerdings setzten gesellschaftliche Tendenzen, die mit den Theorien von Hans Sedlmayr, Verlust der Mitte, zusammenhingen, den utopischen Ansätzen engere Grenzen. Aus der Ehe mit Brigitta Lewerenz sind zwei Söhne hervorgegangen.

### Bonn 1960 bis 1961
Durch Bruno Friedrich und Karl Herold, den späteren Staatssekretär im Bundesministerium für innerdeutsche Beziehungen, gelangte Lewerenz zu der Überzeugung, dass die aus NS-Terror, Krieg und Gefangenschaft gewonnenen Erkenntnisse eine größere Nähe zu politischen Entscheidungsträgern erfordern, um sich positiv auf die Gesellschaft auszuwirken. Er begegnete Erich Ollenhauer, der ihn überzeugen konnte, gemeinsam mit Gerhard Zwerenz am Bundestagswahlkampf gegen die Regierung Konrad Adenauers für die SPD zentral mitzuwirken.
Tendenzen in der SPD-Führung, die letztendlich in die Ideologie von 1968 mündeten, stürzten schließlich Ollenhauer. Dieser Fürsprache verlustig gegangen und angewidert vom Opportunismus einiger Weggefährten, sah sich Hans Lewerenz Anfeindungen ausgesetzt und wandte sich von der Politik ab.

### Rückkehr nach Kulmbach 1962 bis 1975

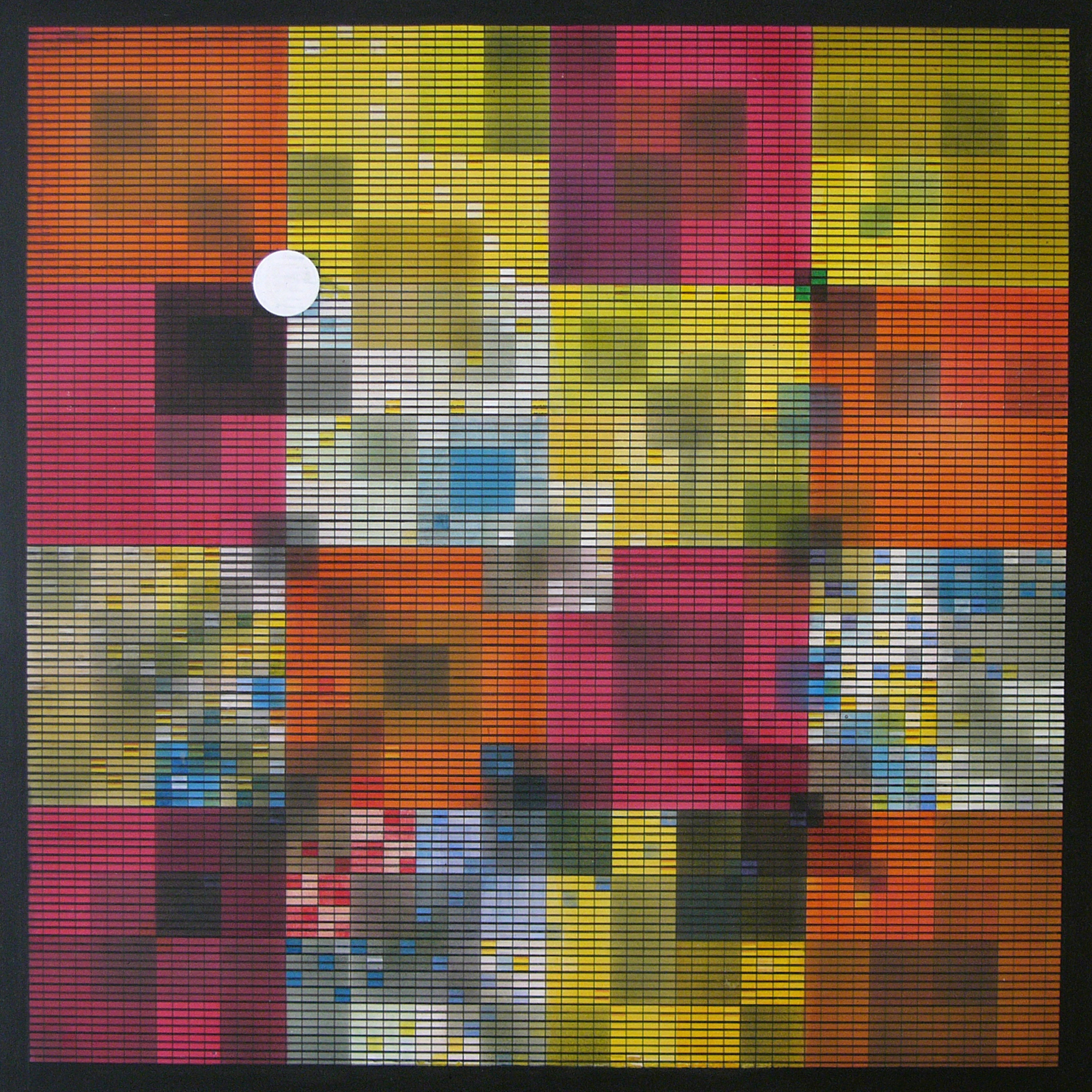
Gemälde Hans Lewerenz: Das magische Quadrat 1970; Veröffentlichung mit freundlicher Genehmigung des Eigentümers

In Kulmbach fand Lewerenz andere Förderer und konnte durch erfolgreiche Teilnahme an Wettbewerben in den umfangreichen Bauprogrammen der 1960er und 1970er Jahre seine Kunst in die moderne Architektur dieser Jahre einbringen. Konsequent wurden die Materialkollagen und raumwirksamen Installationen im Geiste des Bauhauses in funktionalistischer Architektur eingesetzt. Auch in der Malerei gelang in dieser Phase ein Aufbruch zu neuen Themen und Techniken, die allerdings in der Auseinandersetzung mit der Philosophie Martin Heideggers und Carl Gustav Jungs zunehmend verschlüsselt wurden. Dazu trugen die intensiven Freundschaften mit Helmut Bruck, einem mit höchsten Auszeichnungen versehenen Kampfpilot des Krieges, der sich radikal vom Militär abgewandt hatte, und mit dem späteren evangelischen Landesbischof von Bayern Hermann von Loewenich bei. Die Themen Untergang und Erlösung wurden in einer scheinbaren Bewältigung technischer Probleme soweit verwoben, dass eine teilweise dekorative Erscheinung in beunruhigender Weise hinterlegt wurde.

### Spätwerk
Nach schweren Gesundheitsproblemen konnten keine weiteren öffentlichen Aufträge angenommen werden, überhaupt bestand der Anschein einer vollkommenen Verausgabung in der Auseinandersetzung mit den schwerwiegenden Themen der Vergangenheit. In diesem Abschnitt entstanden die heute im Goldenen Buch der Stadt Kulmbach enthaltenen Urkunden zu Besuchen namhafter Persönlichkeiten.
Durch die Tätigkeit im Kirchenvorstand der evangelischen Kirche in Kulmbach wandte sich Lewerenz stärker der Graphik und sakralen Kleinkunst zu. Es entstanden bemerkenswerte Interpretationen der Kreuzigung, die die Fragestellung der Erlösung stärker ins Zentrum rückten.
Der Besuch der alten Heimat in Pommern und Ostpreußen 1979 sowie das Wiedersehen mit dem verschollen geglaubten Bruder Erich nahmen dem verzweifelten Blick auf die Vergangenheit die Schärfe.
Es entstanden nunmehr Zyklen, die sich mit dem Werden und Vergehen in der Natur dahingehend auseinandersetzen, dass auch die Bilder zunehmen übermalt und periodisch verändert werden.

## Nachwirkung
In Kulmbach fand eine über fünf Jahrzehnte währende Auseinandersetzung mit der Architektur statt, die bis heute mit zahlreichen plastischen Werken (Kunst am Bau) das Erscheinungsbild der Stadt prägt.
Heute gehören viele Werke bereits vergangenen Epochen an und sind, insbesondere durch gleichgültige Sanierungen, die mit der Energieeinsparverordnung begründet werden, zunehmend gefährdet.
Lewerenz hat eine Vielzahl von Graphiken und Gemälden hinterlassen, die sich heute verstreut in Privatsammlungen befinden. Der Nachlass in der Sammlung von Brigitta Lewerenz enthält einige Gemälde der letzten Lebensphase, Entwürfe, Tagebücher und nachgelassene Schriften. Hans Lewerenz hat sich gegen Interpretationen seines Werkes stets vehement gewehrt und auf Heidegger verwiesen: 

„In diesen Klängen ist der Künstler selbst da; denn die Gegenwart des Meisters im Werk ist die einzig echte.“

## Ausgewählte Werke
- Wohnhäuser Caspar-Fischer-Straße Kulmbach: Keramische Figuren um 1950
- Bäckerei Schobert, Spitalgasse Kulmbach; Fassadenfresko, 1951 (abgebrochen)
- Bäckerei Dietzel, Siedlung Kulmbach: Fassadenfresko 1951
- Wäscherei Dr. Dilcher, Kulmbach: Fassadenfresko um 1952
- Hardenberghof Kulmbach: Verschiedene Plastiken (Jahreszeitenzyklus Majolika), Fresken um 1952
- Mönchshof Kulmbach: Fresken Fassade und Ausmalung des Gastraums 1952
- Max Hundt Schule, Kulmbach: 3 Reliefs, eine Vollplastik; Keramik um 1952
- Ängerlein Kulmbach: 4 Bildnismedaillons, Majolika um 1955
- Hermann-Limmer-Straße/Ängerlein, Kulmbach: Keramische Medaillons
- Petrikirche Kulmbach: Zifferblatt Schmiedeeisen feuervergoldet 1960,
- Kulmbach Hardenbergstraße, AOK: Keramische Figuren im Lichthof um 1960
- Reichelbräu, Kulmbach: Keramikwappen 1963
- Schule St. Georgen, Bayreuth: Fassaden Mosaik St. Georg um 1963
- Obere Apotheke Kulmbach: Entwurf der Eckfigur als Aluminiumplastik um 1965
- Mühle Himmelkron: Schrift, Wappen Messingschild 1965
- Gasthof Horn, Grafengehaig: Schrift der Fassade 1965
- Mönchshofbräu Kulmbach: Schrift als Putzschnitt (Scraffito)
- Karl-Herold-Senioren-Wohnanlage Kulmbach, Wandbilder um 1967
- Gasfabrikgässchen Kulmbach: Balkone, Mosaikbilder mit Caspar Walter Rau 1968 (abgebrochen 1985)
- Landratsamt Kulmbach: Wappen des Landkreises, Bronzearbeit mit Mosaik 1969
- Caspar-Vischer-Gymnasium Kulmbach, Neubau: Mosaik des Innenhofes mit Caspar Walter Rau 1969
- Sparkasse Kulmbach, Neubau, Sitzungssaal: Wandbilder, Metallmontagen 1970
- Stadtschänke Kulmbach, Holzmarkt: Fassadenbild als Metallmontagen, Kupfer 1970
- Realschule Kulmbach, Neubau: Wandbilder 1972
- Sonderschule Kulmbach, Neubau: Wandbilder, Orientierungssystem als Symbole 1973
- Bundesanstalt für Fleischforschung, Neubau: Bildtafelserie zur Geschichte der Fleischverarbeitung 1974
- Kirche Mangersreuth: Bildkreuz 1978
- Sammlung Oberfränkische Künstler auf der Plassenburg in Kulmbach: Gemälde, Öl und Mischtechnik: Aschermittwoch 1964
- Einträge im Goldenen Buch der Stadt Kulmbach von 1958 bis 1985